# میوه‌رود (ورزقان)
میوه‌رود یکی از روستاهای استان آذربایجان شرقی است که در دهستان ارزیل بخش خاروانا شهرستان ورزقان و در همسایگی روستاهای سیوان،مشاهیر،ایری علیا،اندرگان  واقع شده‌است.
جمعیت این روستا، برپایهٔ نتایج سرشماری عمومی نفوس و مسکن سال ۱۳۸۵ خورشیدی، ۲۴۹ نفر بوده‌است.